# Ayoub Bombwe
Ayoub Kondo Bombwe es una actriz tanzana. Es conocida por su participación en las películas Bahasha y Fatuma. Además de su carrera como actriz, también se ha desempeñado como guionista, coreógrafa y directora.

## Carrera profesional
En 2018, participó en dos películas aclamadas por la crítica: Bahasha y Fatuma. Por su actuación como 'Mwanyusi' en Fatuma, fue nominada en la categoría  Mejor actriz protagónica en los Premios de la Academia de Cine de África 2019.

## Filmografía
| Año  | Película | Papel    | Género   | Ref.  |
| ---- | -------- | -------- | -------- | ----- |
| 2018 | Bahasha  | Kitasa   | Película | [ 7 ] |
| 2018 | Fatuma   | Mwanyusi | Película | [ 8 ] |